# Глушково (Курська область)
Глушково (рос. Глушково) — селище, адміністративний центр Глушковського району Курської області Росії. Утворює однойменне муніципальне утворення селище Глушково зі статусом селища як єдиний населений пункт у його складі.
Розташоване на лівому березі річки Сейм, за 10 км на північний захід від залізничної станції Глушково (на лінії Ворожба — Курськ), за 150 км від обласного центру.

## Історія
Перші згадки про Глушковські землі припадають на середину XVII століття. Село Глушково утворено у 1647 році. Легенда говорить про те, що козак Глушко оселився в цих місцях, що входили до складу Слобідської України. Від нього і походить назва села, а надалі й назва району.
1669 року в Глушковському районі з'явилися перші переселенці з Правобережної України. Переселенці — українці, чи інакше черкаси, будували цілі вулиці та називали їх слобідками. Внаслідок цього переселення з'явилася особлива культура українських звичаїв та діалекту, яка збереглася дотепер, не дивлячись на русифікацію.
Економічна політика Петра I, спрямована на розвиток промисловості, призвела до заснування в селі Глушково в 1719 року найстарішого промислового підприємства Курської губернії — Глушковської суконної мануфактури. Біля витоків мануфактури стояли купець Іван Дубровський та місцевий землевласник Василь Корчмін.
У XVIII ст. тут діяли дві церкви - Миколая та Михаїла
У другій половині XVIII і першій половині XIX століть садиба Глушкова разом із сукняною мануфактурою належала графам Потьомкіним. Указом імператриці Катерини II від 3 червня 1791 року Павлу Потьомкіну було надано суконну фабрику в селі Глушково Курської губернії з усіма селищами, людьми і з землями.
Останній граф Потьомкін, Сергій Павлович, тут народився, збудував церкву, в якій і був похований.
На початку XX століття в селищі, крім сукняної фабрики, функціонували фарбувальні та цегельні заводи; у Глушковому також було три церкви, школа та дві лікарні. Великий внесок у розвиток селища Глушково зробив землевласник, промисловець, мільйонер, міністр Тимчасового уряду Росії Михайло Терещенко. Ним було збудовано багато існуючих і нині будинків у селищі, закладено парк. Біля річки Сейм знаходився двоповерховий будинок Терещенка.
Жителі селища Глушково брали участь у німецько-радянської війни. Слюсар Глушковської сукняної фабрики льотчик-винищувач Іван Любимов став Героєм Радянського Союзу.
Вночі з 22 на 23 квітня 2022 року російські військові, за даними генштабу ЗСУ, задіяли безпілотник з району населеного пункту Глушково. Так вони уточнювали положення українських військ на сумському напрямку.
Перепис села Глушково 1726 року.

## Населення
| Чисельність населення | Чисельність населення | Чисельність населення | Чисельність населення | Чисельність населення | Чисельність населення | Чисельність населення |
| 1939                  | 1959                  | 1970                  | 1979                  | 1989                  | 2002                  | 2009                  |
| --------------------- | --------------------- | --------------------- | --------------------- | --------------------- | --------------------- | --------------------- |
| 7082                  | ↘5470                 | ↗6039                 | ↗6286                 | ↗6413                 | ↘5748                 | ↘5027                 |
| 2010                  | 2012                  | 2013                  | 2014                  | 2015                  | 2016                  | 2017                  |
| ↗5349                 | ↘5159                 | ↘5021                 | ↘4862                 | ↘4781                 | ↘4657                 | ↘4544                 |
| 2018                  | 2019                  | 2020                  | 2021                  |                       |                       |                       |
| ↘4438                 | ↘4256                 | ↘4153                 | ↘4062                 |                       |                       |                       |

## Економіка
У селищі в даний час закриті всі промислові підприємства (Глушковський цегельний завод, маслозавод, суконна фабрика, хлібозавод), будівлі підприємств використовуються як орендна нерухомість або виставлені на продаж. Працюють АТ «Глушківське ДРБУ № 5», ВАТ «Агрокомпанія „Русь“», автотранспортне підприємство, функціонує низка підприємств сфери торгівлі та послуг.

## Культура та спорт
У селищі здійснюють свою діяльність районний будинок культури, центр художніх промислів та ремесел, дитяча школа мистецтв, центр дозвілля, спортивний комплекс, кінотеатр, краєзнавчий музей (філія ГУК «Курський обласний краєзнавчий музей»), центральна районна бібліотека, селищна дитяча бібліотека, дитячо- юнацька спортивна школа. У Глушковому існує аматорська футбольна команда «Вікторія».

## Вулиці селища
- 8 березня вул
- 60 років Жовтня вул.
- М. Горького вул.
- Дзержинського вул.
- Червоноармійська вул.
- Мирна вул.
- Набережна вул.
- Жовтнева вул.
- Першотравнева вул.
- Пролетарська вул.
- Садовий пров.
- Радянський пров.
- Ударна вул.
- Леніна вул.
- Садова вул.
- Молодіжна вул.
- Піонерська вул.
- М. Горького пров.
- Комсомольська вул.
- Будівельників вул.
- Радянська вул.